# Liste der Gebärdensprachen

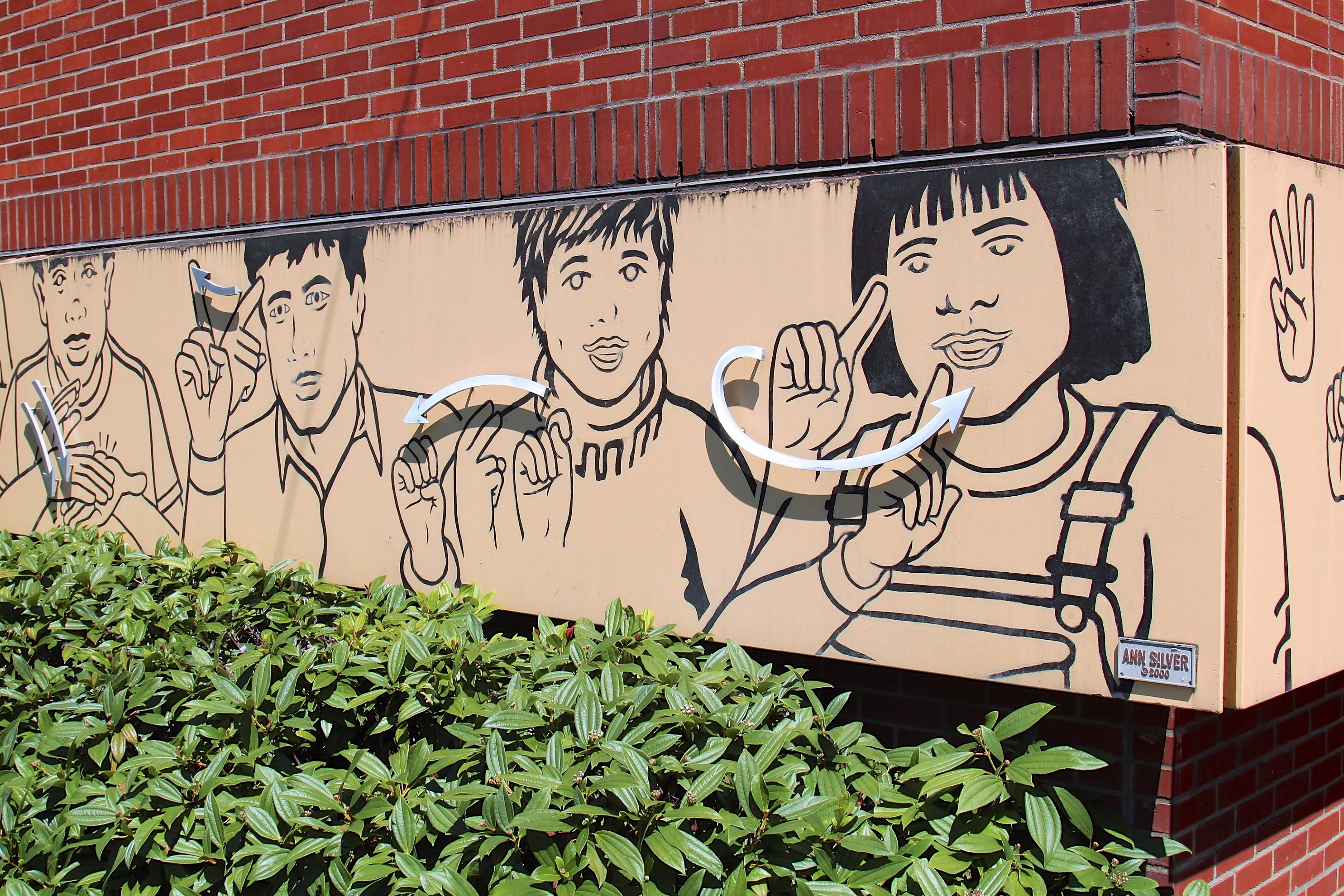
Darstellung von verschiedenen Gebärden, hier in Amerikanischer Gebärdensprache (ASL) auf einem Wandfries an einer US-amerikanischen Gehörlosenschule

Die Liste der Gebärdensprachen führt die in den Ländern oder Sprachräumen der Erde zumeist verbreiteten Gebärdensprachen auf, die in Gebärdensprachfamilien sowie als Auswahl der bekanntesten heutigen Gebärdensprachen, als historische Gebärdensprachen und als zugehörige Plansprachen oder Pidgin-Sprachen angegeben sind. Die Liste erhebt keinen Anspruch auf Vollständigkeit und berücksichtigt auch keine regionalen Gebärdensprachdialekte.
Gebärdensprachen sind die natürlichen Sprachen der Gehörlosen.

## Entstehung von Gebärdensprachen
Heute gibt es weltweit etwa 300 Gebärdensprachen. Die genaue Zahl ist nicht bekannt; neue Gebärdensprachen entstehen häufig durch Kreolisierung und Neuentwicklung (und gelegentlich durch Sprachplanung). In einigen Ländern, wie Sri Lanka und Tansania, hat jede Gehörlosenschule möglicherweise eine eigene Sprache, die nur ihre Schüler beherrschen; andererseits gibt es in einigen Ländern gemeinsame Gebärdensprachen, wenn auch manchmal unter unterschiedlichen Namen (in Kroatien und Serbien sowie in Indien und Pakistan). Gebärdensprachen von und für Gehörlose entstehen auch außerhalb von Bildungseinrichtungen, insbesondere in Dorfgemeinschaften mit einem hohen Anteil angeborener Gehörlosigkeit, aber es gibt auch bedeutende Gebärdensprachen, die für Hörende entwickelt wurden, wie die von den australischen Ureinwohnern verwendeten Sprachtabusprachen. Wissenschaftler führen Feldstudien durch, um die Gebärdensprachen der Welt zu identifizieren.
Es wird in drei Abschnitte unterteilt:
- Gebärdensprachen für Gehörlose (heutige Gebärdensprachen): werden von der Gehörlosengemeinschaften auf der ganzen Welt bevorzugt verwendet; dazu gehören die Dorfgebärdensprachen (auch von der hörenden Gemeinschaft verwendet) sowie die Stadtgebärdensprachen,
- Plan(gebärden)sprachen (Hilfsgebärdensprachen, historische Gebärden, Pidgin-Sprachen): keine Muttersprachen/Erstsprachen von Gehörlosen, sondern Zeichensysteme unterschiedlicher Komplexität, die neben gesprochenen Sprachen verwendet; ohne einfache Gesten, da sie keine Sprache darstellen,
- Gebärdenmodi gesprochener Sprachen (manuell kodierte Sprachen/Kontaktgebärden): fungieren als Brücken zwischen Gebärdensprachen und gesprochenen Sprachen.

Jeder Mensch hat, laut Reuschert, die Anlagen dafür eine Art natürliche Gebärdensprache zu verwenden. Im deutschsprachigen Raum spricht man von Zeichensprachen, wenn vorwiegend Hörende ohne viele gesprochene Worte gestikulieren. Gebärdensprachen entstehen immer dann, wenn gehörlose Person über einen längeren Zeitraum hinweg in relativ konstanten sozialen Beziehungen miteinander leben und regelmäßig gebärdensprachlich interagieren. In der Regel bestehen diese Gemeinschaften vorwiegend aus Gehörlosen, aber auch Hörende können natürlich in entsprechenden sozialen Gemeinschaften integriert sein. Das englische Wort sign language kann, je nach Kontext, mit Zeichensprache sowie mit Gebärdensprache übersetzt werden. Die natürlichen Gebärdensprachen entsprechen einer Art pantomimischen Ursprungs und werden auch als Hausgebärden bezeichnet. Im regelmäßigen sozialen Miteinander gehörloser Personen entstehen konventionelle Gebärdensprachen (umgangssprachliche Gebärden/Zeichen). Die künstlichen Gebärdensprachen (z. B. die methodischen Zeichen) sind meistens als Plansprachen hörender Menschen zu verstehen.

## Gebärdensprachfamilien
Klassifikation der Gebärdensprachfamilien gemäß Henri Wittmann:
- Britische Gebärdensprachen (zu ihr gehört  u. a. BSL, Auslan oder NZSL)
- Französische Gebärdensprachen (zu ihr gehört u. a. DSGS, ÖGS oder ASL)
- Deutsche Gebärdensprachen (zu ihr gehört  u. a. DGS oder PJM)
- Japanische Gebärdensprachen (zu ihr gehören japanische, koreanische und taiwanische Gebärdensprachen wie die Japanische Gebärdensprache (JSL))
- Lyoner Gebärdensprachen (flämische sowie französisch-belgische Gebärdensprache)
- Isolierte Gebärdensprachen (z. B. Armenische Gebärdensprache)

Die Existenz der Lyoner Gebärdensprache (als Ursprung der Belgischen Gebärdensprache) wird angezweifelt. Wegen fehlender Beweise wurde der Sprachcode (lsg) 2017 eingestellt.
Die Website Glottolog bestätigt diese Einteilung weitestgehend. Durch die ständige Weiterentwicklung der Website haben sich auch einige weitere Gebärdensprachfamilien etabliert. In der ersten Stufe wird in Plansprachen bzw. historische Gebärdensprachen (übersetzt als Hilfszeichensysteme bei Glottolog bezeichnet), heutige Gebärdensprachen (L1-Gebärdensprachen) und Pidgin-Sprachen eingeteilt. Viele Gebärdensprachen konnten aber auch noch nicht zu Sprachfamilien zugeordnet werden. Für die Gebärdensprachen wurden bisher folgende neue Ober-Gebärdensprachfamilien etabliert:
- Arabische Gebärdensprachen
- Chinesische Gebärdensprachen
- Indo-Pakistan-Nepalesische Gebärdensprachen
- Spanischen Gebärdensprachen.

## Heutige Gebärdensprachen
Hier sind einige Gebärdensprachen aufgeführt, wie sie offiziell genannt und wie sie abgekürzt werden. Diese werden so in Fingeralphabet wiedergegeben. Es gibt zahlreiche weitere Gebärdensprachen, deren offizielle Bezeichnung in deren Landessprache nicht bekannt ist.

### Deutschsprachiger Raum
- Deutsche Gebärdensprache (DGS)
- Deutschschweizer Gebärdensprache (DSGS)
- Österreichische Gebärdensprache (ÖGS)

### Europa

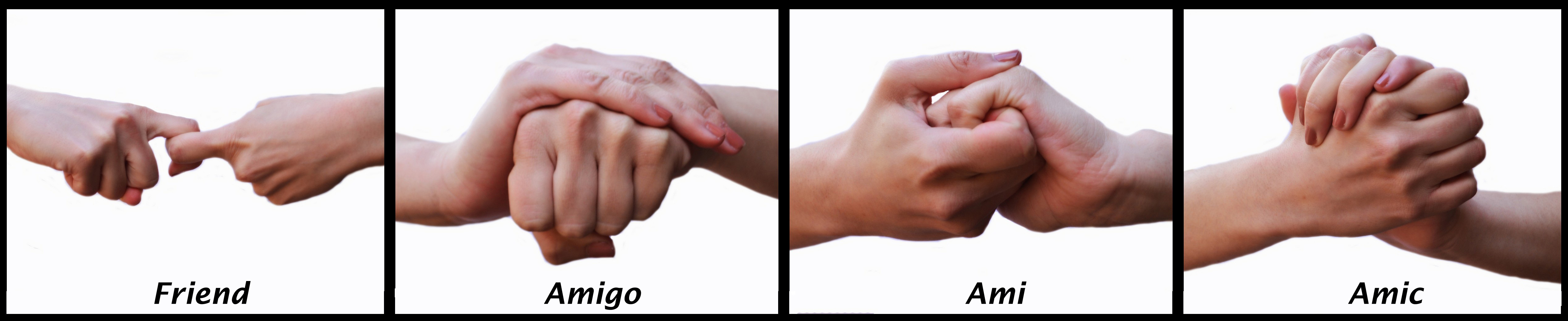
Die Gebärde für „Freund“ in vier verschiedenen Gebärdensprachen, von links:
- Britische Gebärdensprache = British Sign Language (BSL)
- Spanische Gebärdensprache = Lengua de Signos Española (LSE)
- Französische Gebärdensprache = Langue des Signes Française (LSF)
- Katalanische Gebärdensprache = Llengua de Signes Catalana (LSC)

alphabetisch nach den Eigennamen in der jeweiligen Lautsprache geordnet:
- British Sign Language (BSL) Britische Gebärdensprache
- Български жестомимичен език (BQN) Bulgarische Gebärdensprache
- Český znakový jazyk (ČZJ) Tschechische Gebärdensprache
- Dansk tegnsprog (DTS) Dänische Gebärdensprache
- Eesti viipekeel (EVK) Estnische Gebärdensprache
- Ελληνική Νοηματική Γλώσσα (ΕΝΓ) Griechische Gebärdensprache
- Finlandssvenskt teckenspåk (FSS) Finnlandschwedische Gebärdensprache
- Irish Sign Language (ISL) Irische Gebärdensprache
- Íslenskt táknmál (ÍTM) Isländische Gebärdensprache
- Langue des Signes de Belgique francophone (LSFB) Französisch-Belgische Gebärdensprache
- Langue des Signes Française (LSF) Französische Gebärdensprache
- Langue des signes Suisse romande (LSF-SR) Westschweizer Gebärdensprache
- Latviešu Zīmju Valodas (LZV) Lettische Gebärdensprache
- Lengua de Signos Española (LSE) Spanische Gebärdensprache
- Lietuvių gestų kalba (LGK) Litauische Gebärdensprache
- Limba semnelor române (LSR) Rumänische Gebärdensprache
- Lingua dei segni della Svizzera italiana (LIS-SI) Tessiner Gebärdensprache
- Lingua dei Segni Italiana (LIS) Italienische Gebärdensprache
- Lingua Gestual Portuguesa (LGP) Portugiesische Gebärdensprache
- Lingwi tas-Sinjali Maltin (LSM) Maltesische Gebärdensprache
- Llengua de Signes Catalana (LSC) Katalanische Gebärdensprache
- Llengua de signes valenciana (LSV) Valencianische Gebärdensprache
- Nederlandse Gebarentaal (NGT) Niederländische Gebärdensprache
- Norsk tegnspråk (NTS) Norwegische Gebärdensprache
- Northern Ireland Sign Language (NISL) Nordirische Gebärdensprache
- Polski Język Migowy (PJM) Polnische Gebärdensprache
- Slovenský posunkový jazyk (SPJ) Slowakische Gebärdensprache
- Suomen viittomakieli (SVM) Finnische Gebärdensprache
- Svenskt teckenspråk (STS) Schwedische Gebärdensprache
- Türk İşaret Dili (TİD) Türkische Gebärdensprache
- Українська жестова мова (UKL) Ukrainische Gebärdensprache
- Vlaamse Gebarentaal (VGT) Flämische Gebärdensprache

### Übersee
alphabetisch nach den Eigennamen in der jeweiligen Lautsprache, Umschrift oder englischen wissenschaftlichen Bezeichnung geordnet:
- Adamorobe Sign Language (ADS) Adamorobe-Gebärdensprache (Ghana)
- Al-Sayyid Bedouin Sign Language (SYY) Al-Sayyid-Beduinen-Gebärdensprache
- Amarenga y'Ikinyarwanda (RSN) Ruandische Gebärdensprache
- American Sign Language (ASL) Amerikanische Gebärdensprache
- Australien Sign Language (Auslan) Australische Gebärdensprache
- Bahasa Isyarat Malaysia (BIM) Malaiische Gebärdensprache
- Eritrean Sign Language (EriSL) Eritreische Gebärdensprache
- Ghanaian Sign Language (GSE) Ghanaische Gebärdensprache
- Հայերեն ժեստերի լեզու (Hayeren zhesteri lezu) (AEN) Armenische Gebärdensprache
- Hawai'i Sign Language (HSL) Hawaiianische Gebärdensprache
- Idioma de Signos Nicaragüense (ISN) Nicaraguanische Gebärdensprache
- Indo-Pakistan Sign Language (IPSL) Indo-Pakistanische Gebärdensprache
- Israel Sign Language (ISL) Israelische Gebärdensprache
- Kenyan Sign Language (KSL) Kenianische Gebärdensprache
- Langue des signes québécoise (LSQ) Quebec-Gebärdensprache
- Lengua de Señas Costarricense (LESCO) Costa-ricanische Gebärdensprache
- Lengua de señas mexicana (LSM) Mexikanische Gebärdensprache
- Lengua de Señas Uruguaya (LSU) Uruguayische Gebärdensprache
- Língua Brasileira de Sinais (Libras) Brasilianische Gebärdensprache
- Maritime Sign Language (MSL) Maritime Gebärdensprache
- Moroccan Sign Language (XMS) Marokkanische Gebärdensprache
- New Zealand Sign Language (NZSL) Neuseeländische Gebärdensprache
- 日本手話 (Nihon shuwa) (JSL) Japanische Gebärdensprache
- Papua New Guinean Sign Language (PNGSL) Papua-Neuguinearische Gebärdensprache
- Solomon Islands Sign Language (SZS) Salomonen-Gebärdensprache
- South African Sign Language (SFS) Südafrikanische Gebärdensprache
- Zambian Sign Language (ZASL) Sambische Gebärdensprache
- 中国手语 (zhōngwén shǒuyǔ) (CSL) Chinesisch Gebärdensprache in China (außer Hongkong, Macau und Taiwan)
- Zimbabwean Sign Language (ZIB) Simbabwische Gebärdensprache

## Historische Gebärdensprachen
- Old Kentish Sign Language – Ursprung der MVSL im britischen Kent
- Vieille langue des signes française (Alte Französische Gebärdensprache) - Ursprung der Französischen Gebärdensprache
- Martha’s Vineyard Sign Language (MVSL, Martha’s Vineyards Gebärdensprache) - Ursprung der American Sign Language
- Plains Indian Sign Language - gesprochen bei den Ureinwohnern Nordamerikas
- Gebärdensprachen der Aborigines - Liste der historischen Gebärdensprachen der Aborigines
- Klösterliche Zeichensprachen – Zeichen für Gespräche unter den Mönchen

## Plansprachen und Pidgin-Sprachen unter den Gebärdensprachen

### Plan(gebärden)sprachen
natürliche/künstliche Gebärdensprachen, nicht überwiegend von tauben/gehörlosen Menschen benutzt:
- Babygebärden – Gebärden für hörende Babys und Kleinkinder
- Hausgebärde – gestisches Kommunikationssystem welches spontan von gehörlosen Kindern im häuslichen oder heimatlichen Umfeld erfunden wird, denen sprachliche Mittel fehlen
- Gestuno † - Plansprache aus ausgewählten Gebärden mit dem Namen aus einer Zusammensetzung aus Geste und UNO
- Makaton[10] – für Kinder und Erwachsene mit Lernschwächen in Großbritannien
- Signuno – LBG auf Basis von Esperanto und Gestuno (im Projektstadium)

### Gebärdenmodi gesprochener Sprachen
Sprachform von gesprochenen Sprachen als Zeichensprachen:
- Kontaktgebärde – Variante/Stil der Gebärdensprache, die durch Kontakt zwischen gesprochenen/manuell codierten Sprache und Gebärdensprache entsteht
- Pidgin Signed English – Kombination aus American Sign Language und der englischen Sprache
- Lautgesten – Handzeichen, die den Sprachlaut in seiner Artikulation symbolisieren
- Baraninsky Armenien Sign Language – Trauerzeichensprache der Frauen in der Region Baranchinsky (Armenische S.S.R.)[11]

### Pidgin-Sprachen
Sprachen von Gehörlosen, die sich aus nationalen Gebärdensprachen entwickeln:
- Eurosigns – Bemühungen zur Schaffung einer europäischen Gebärdensprache
- International Sign – Bemühungen zur Schaffung einer internationalen Gebärdensprache